# Oedothorax clypeellum
Oedothorax clypeellum – gatunek pająka z rodziny osnuwikowatych.
Gatunek ten opisany został w 1998 roku przez Andrieja Tanasiewicza na podstawie pojedynczego samca odłowionego w 1980 roku z użyciem pułapki Barbera.
Pająk o ciele długości 2,53 mm. Karapaks ma 1,13 mm długości, 0,85 mm szerokości, brązowoszarą barwę z jasnym obrzeżeniem, stożkowaty nadustek oraz niewyniesioną część głowową. Szczękoczułki odznaczają się obecnością stożkowatego ząbka w nasadowej części przedniej powierzchni. Odnóża są jasnobrązowe z trichobotriami na wszystkich nadstopiach. Opistosoma ma 1,38 mm długości i 0,9 mm szerokości.
Gatunek himalajski, znany tylko z Nepalu, z dystryktu Katmandu, gdzie znaleziono go na górze Phulchowki, na wysokości 2600 m n.p.m..